# Monaco aux Jeux méditerranéens de 2018
Cet article contient des informations sur la participation et les résultats de Monaco aux Jeux méditerranéens de 2018 à Tarragone en Espagne.

## Médailles

### Or
| Sport              | Discipline | Sportifs |
| Médailles d'or : 0 |            |          |

### Argent
| Sport                  | Discipline    | Sportifs      |
| Médailles d'argent : 1 |               |               |
| Tennis de table        | Simple Femmes | Xiao Xin Yang |

### Bronze
| Sport                   | Discipline | Sportifs |
| Médailles de bronze : 0 |            |          |